# Pjat vetjerov
Pjat vetjerov (russisk: Пять вечеров, da.: Fem nætter) er en sovjetisk spillefilm fra 1978 instrueret af Nikita Mikhalkov.

## Medvirkende
- Stanislav Ljubsjin som Aleksandr
- Ljudmila Gurtjenko som Tamara
- Igor Nefjodov som Slavik
- Aleksandr Adabasjan som Timofejev
- Valentina Telitjkina som Zoja